# Kara DioGuardi
Kara Elizabeth DioGuardi (sinh ngày 9 tháng 12 năm 1970) là một nhạc sĩ-ca sĩ người Mỹ, kiêm nhà sản xuất âm nhạc. Cô viết nhạc theo thể loại pop-rock và dance và từng hợp tác với nhiều ca sĩ nổi tiếng như Celine Dion, David Archuleta, Kelly Clarkson, Carrie Underwood và Paula Abdul, một nữ giám khảo khác của American Idol. Bắt đầu từ American Idol (Mùa 8), cô chính thức trở thành một trong bốn vị giám khảo của cuộc thi.